# إبرة دقيقة
الإبرة الدقيقة أو الإبرة المجهرية (MNs) هي أداة طبية مؤلفة من بنية ميكانيكية دقيقة ثلاثية الأبعاد وقد تم تسليط الضوء عليها مؤخرًا كنظام لتوصيل الدواء. نظرًا لأن الإبر الدقيقة تقوم بتوصيل الدواء المستهدف بعد اختراق حاجز الجلد، فإن التأثيرات العلاجية للإبر الدقيقة تنطلق من هندستها الهيكلية ثلاثية الأبعاد.توفر الإبر الدقيقة طريقًا مناسبًا للتوصيل عبر الجلد مع إمكانية إطلاق الأدوية بشكل مستدام على المدى الطويل.تُستخدم إضافة إلى ذلك في تشخيص الأمراض والعلاج بتحريض الكولاجين. وهي معروفة بأنها غزوية بالحد الأدنى ودقيقة. تتكون من صفائف من الإبر صغيرة الحجم تتراوح من 25 ميكرومتر إلى 2000 ميكرومتر. ظهر مفهوم الوخز بالإبر الدقيقة لأول مرة في السبعينيات، ولكن شعبيتها بدأت في الارتفاع حيث وجد أنها فعالة في توصيل الأدوية وتتمتع بفوائد تجميلية.
في حين تم تطوير الإبر الدقيقة في البداية لتطبيقات توصيل الأدوية عبر الجلد، فقد تم توسيع استخدامها لتوصيل الأدوية داخل العين، والمهبل، وعبر اللسان، والقلب، والأوعية الدموية، والجهاز الهضمي، وداخل القوقعة. منذ العقد الأول من القرن الحادي والعشرين، كانت هناك اكتشافات لمواد تصنيع جديدة للعناصر المعدنية، مثل السيليكون والمعادن والبوليمر. إلى جانب المواد، تم أيضًا تطوير مجموعة متنوعة من أنواع الإبر الدقيقة (الصلبة، المجوفة، المغلفة، الهيدروجيل) لتمتلك وظائف مختلفة. وقد أدى البحث على الإبر الدقيقة إلى تحسينات في جوانب مختلفة، بما في ذلك الأدوات والتقنيات، ولكن الأحداث السلبية ممكنة الحدوث أيضاً عند استخدام الإبر الدقيقة.

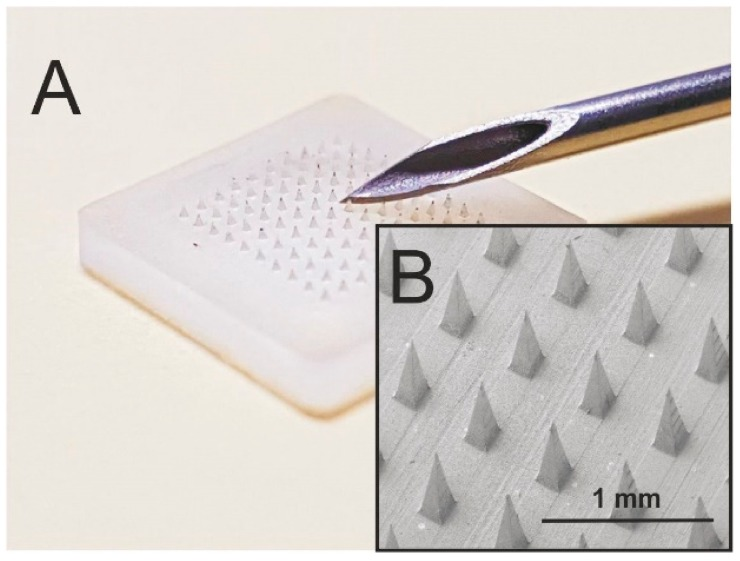
مقارنة جانبية بين الإبرة الدقيقة (350μm العمق) و الإبرة المجوفة القياسية